# Italgenco
Italgenco - Italiana Generali Costruzioni S.p.A. era una società italiana di costruzioni. Era capogruppo del comparto costruzioni generali e grandi lavori di IRI-Italstat.

## Storia
Creata nel 1980 come Manufatti Cemento Prefabbricati S.r.l. con lo scopo di costruire principalmente al Sud Italia e nelle isole, stabilimenti per la produzione di manufatti prefabbricati di cemento da impiegare successivamente in opere idrauliche (irrigazione|irrigazioni, fognature, acquedotti). Nel 1983 diventa una Società per Azioni ed inizia ad operare nel settore delle costruzioni di opere stradali.
Nel 1986 è denominata Italgenco ed assume la direzione di tutte le società del gruppo IRI che operano nel settore Costruzioni Generali e Grandi Lavori.
Nel 1990 viene fusa in Italstat.

## Partecipazioni
- Italstrade
- Società Italiana per Condotte d'Acqua
  - Idrotecna
  - Metroroma
- Spamo (Argentina, Sud America), palazzine di abitazioni nei comuni di Moron e Resistencia